# Bathyraja lindbergi
Bathyraja lindbergi är en rockeart som beskrevs av Ishiyama och Ishihara 1977. Bathyraja lindbergi ingår i släktet Bathyraja och familjen egentliga rockor. IUCN kategoriserar arten globalt som livskraftig. Inga underarter finns listade.